# Samo (kralj)
Kralj Sámo, domnevno trgovec iz frankovskega ozemlja, nato pa od leta 623 dalje kralj, vojvoda oziroma knez tako imenovane Samove plemenske zveze, ki se je po letu 630 raztezala najmanj od Polabja do Karavank in od bavarsko-slovanske meje do ozemlja današnje Slovaške. Bil je prvi slovanski vladar organizirane slovanske plemenske zveze, katerega ime se je ohranilo. * ???, Senonago, mogoče današnji Sens, Burgundija, Francija, † 658.